# العظمة
العظمة (بالإنجليزية:The Prestige) هي رواية رسائلية للبريطاني كريستوفر بريست، صدرت عام 1995، اقتبس عنها فيلم يحمل نفس الإسم عام 2006 من إخراج كريستوفر نولان.